# William Hoare
William Hoare (ur. ok. 1707 w pobliżu Eye, zm. 10 grudnia 1792 w Bath) – angielski portrecista i malarz, współzałożyciel Royal Academy of Arts.

## Życiorys
Najstarszy z trzech synów Johna Hoare, zamożnego rolnika. Rodzina wkrótce przeniosła się do Berkshire i William został wysłany do szkoły w Faringdon, gdzie szybko wykazał się talentem do rysowania. Na początku 1720 roku wyjechał do Londynu, gdzie przyłączył się do pracowni Giuseppe Grisoni, włoskiego malarza, który przybył do Anglii w 1718 roku. Kiedy Grisoni powrócił do Włoch w 1728 roku, wziął Williama z sobą. W Rzymie Hoare mieszkał na via Gregoriana z Peterem Angillis i rzeźbiarzami Laurentem Delvaux i Peterem Scheemakers. Przyłączył się do pracowni Francesco Imperiali i studiował na French Academy w pobliżu Corso. W tym okresie zawarł trwałe znajomości z późniejszymi swymi patronami, m.in. Robertem Dingleyem, Henrym Hoare'em (1705–1785), George’em Lytteltonem (1709–1773) i Charlesem Hanburym Williamsem.

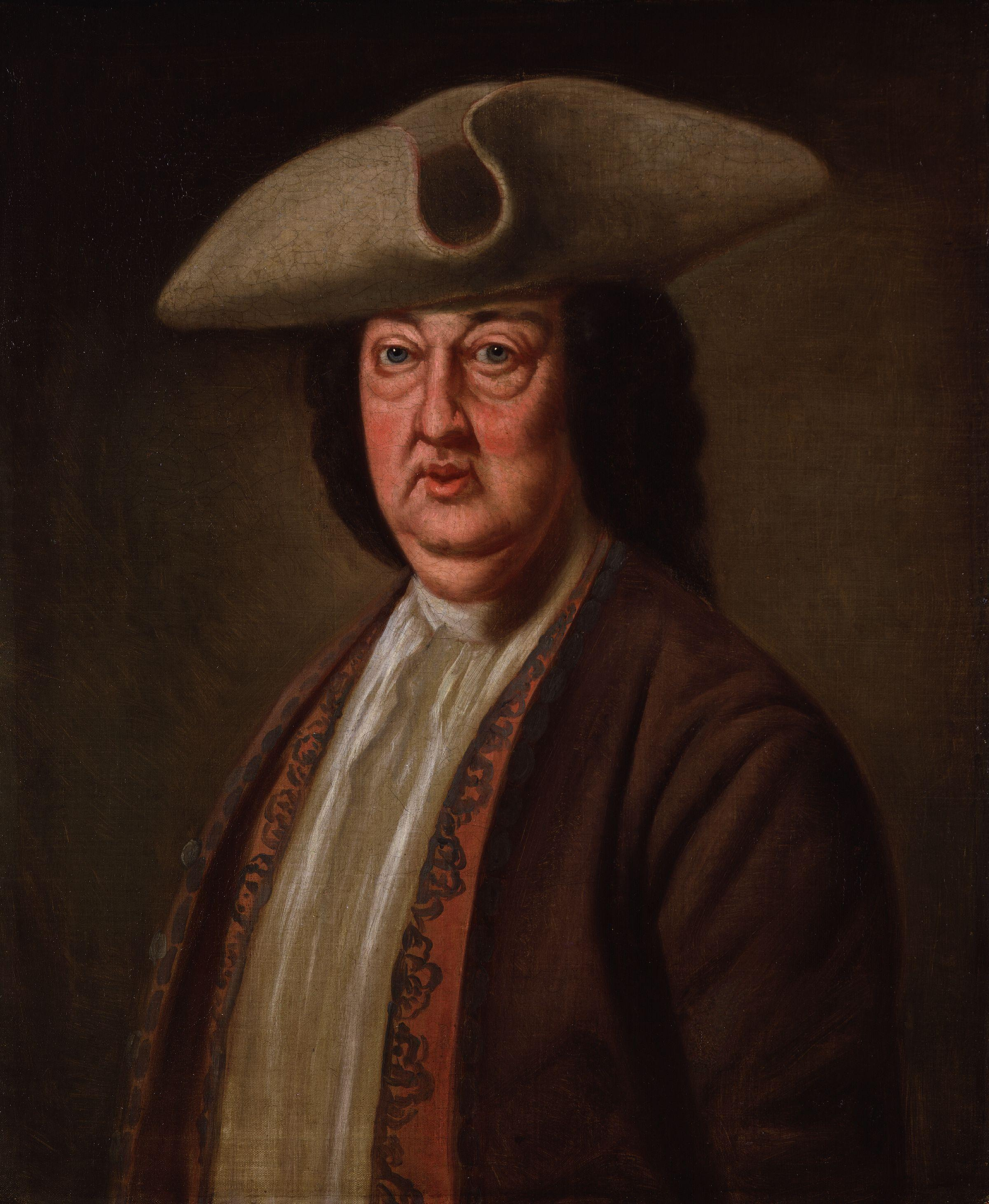
Portret Richarda Nasha autorstwa W. Hoare’a

Hoare wrócił do Anglii w 1737 lub 1738. Związał się z otoczeniem księcia Walii, Fryderyka, jest autorem portretu księcia w pasteli. Wskutek braku powodzenia postanowił przenieść się do Bath, gdzie jego brat Prince (zm. 1769) był rzeźbiarzem. W Bath zwrócił uwagę na Beau Nasha i Ralpha Allena, których portrety namalował w oleju. W 1742 Hoare został mianowany inspektorem The Mineral Water Hospital, funkcję tę wykonywał regularnie aż do 1779 roku. Nominacja ta przyniosła mu wiele zleceń a szpital dotąd posiada piękną kolekcję dzieł Hoare’a, w tym Self Portrait (pastel, 1742) i Dr Oliver & Mr Peirce Examining Patients (olej, 1761). Otrzymał ważne zlecenie na część ołtarza w Octagon Chapel w Bath, Pool of Bethesda (1765). Sukcesy w portretowaniu sprowadziły do jego pracowni wiele wybitnych postaci tego czasu, którzy odwiedzali Bath w celach zdrowotnych czy rozrywkowych, m.in. William Pitt, Henry Pelham-Clinton, Henry Bilson-Legge, George Grenville, Philip Dormer Stanhope. Hoare pozostawał w bliskim kontakcie z londyńskim środowiskiem sztuki. Był związany z Foundling Hospital oraz Magdalen Hospital, którym w 1762 roku ofiarował Portrait of Robert Dingley. W 1755 roku przyłączył się do podpisania prośby o założenie akademii. Pierwsza publiczna wystawa miała miejsce 1761 r. w Society of Artists. W roku 1769 został współzałożycielem Royal Academy of Arts.
4 października 1742 Hoare poślubił w kaplicy Lincoln’s Inn w Londynie Elizabeth Barker (zm. 30 listopada 1793 roku), mieli pięcioro dzieci: Mary (1744–1820), także malarka, Anne (1751–1821), William junior (1752–1809), dramaturg i malarz Prince Hoare (1755–1834), i Georgiana (ur. 1759), który zmarła w dzieciństwie.
William Hoare zmarł 10 grudnia 1792 roku w Bath. W 1828 roku w kościele opactwa w Bath upamiętniony został przez rzeźbiarza sir Francisa Leggatt Chantreya.